# HOOGAN
Seit dem Inkrafttreten des revidierten schweizerischen Bundesgesetzes über Massnahmen zur Wahrung der inneren Sicherheit (BWIS) am 1. Januar 2007 ist die HOOGAN-Datenbank in Betrieb, in der Personen erfasst werden können, gegen die anlässlich einer Sportveranstaltung in der Schweiz eine der folgenden polizeilichen Massnahmen verfügt worden ist:
- ein Rayonverbot,
- eine Meldeauflage,
- ein maximal 24-stündiger Polizeigewahrsam,
- eine Ausreisebeschränkung.

Erfasst werden können auch Stadionverbote, welche die Veranstalter als Hausherren gegen Gewalttätige erlassen.
Die Gesetzesvorlage unterlag dem fakultativen Referendum, welches vom Referendumskomitee BWIS ergriffen wurde, die erforderliche Unterschriftenzahl jedoch nicht erreichte. Das Komitee wurde anlässlich der Big Brother Awards 2006 mit dem Winkelried Award ausgezeichnet.
Im ersten Betriebsjahr wurden 264 Personen (davon 263 Männer) erfasst, die alle mit einem Rayonverbot oder Stadionverbot belegt wurden. Andere Massnahmen wurden nicht ausgesprochen.
Alle Kantone, die Grenzbehörden, fedpol und die Schweizerische Zentralstelle Hooliganismus (SZH) nutzen HOOGAN seit Mitte Jahr mit einem Direktzugriff. Den Organisatoren von Sportveranstaltungen werden die Daten seit Anfang Januar 2008 auf deren Anfrage hin für die Dauer einer Sportveranstaltung zur Verfügung gestellt, damit sie die Zuschauer kontrollieren und gewalttätige Personen nötigenfalls vom Stadion fernhalten können. Die Datenbank kam auch an der Fußball-Europameisterschaft 2008 zum Einsatz.
Der sorgfältige und datenschutzkonforme Umgang sowie die vom Gesetz vorgesehene sofortige Löschung der Daten nach der Veranstaltung werden durch die „Richtlinie für die Verwendung und Bearbeitung von Daten des Informationssystems HOOGAN durch die Organisatoren von Sportveranstaltungen und deren Sicherheitsverantwortliche“ geregelt. Im Juli 2023 wurde ein Datenleck bei der IT-Firma Xplain bekannt, bei der auch der Bund einer der Kunden war. Hacker hatten HOOGAN-Datensätze aus dem Jahr 2015 im Darknet veröffentlicht. Die Angaben der 766 Personen hätten mutmasslich längst gelöscht worden sein.